# Gewalt: Eine neue Geschichte der Menschheit
Gewalt. Eine neue Geschichte der Menschheit (Original: The Better Angels of Our Nature: Why Violence Has Declined) ist ein 2011 in New York erschienenes, 1200 Seiten umfassendes Buch des amerikanisch-kanadischen Evolutionspsychologen Steven Pinker, das sich mit der Entwicklung der Gewalt beschäftigt. Die Hauptthese des Buches lautet, dass sich die Gewalt im Laufe der Geschichte verringert hat.
Das von Pinker im Jahr 2018 veröffentlichte Buch Aufklärung jetzt. Für Vernunft, Wissenschaft, Humanismus und Fortschritt. Eine Verteidigung (Original: Enlightenment Now: The Case for Reason, Science, Humanism, and Progress) baut auf dem Buch Gewalt auf und wird als Fortsetzung gesehen.

## Inhalt
Die Kapitel 2–7 beschäftigen sich mit verschiedenen geschichtlichen Entwicklungen, die Pinker als ein Nachlassen der Gewalt interpretiert. Der Befriedungsprozess (Kapitel 2) beschreibt den Übergang von anarchischen Jäger-und-Sammler-Kulturen zu staatlichen Organisationsformen infolge der neolithischen Revolution. Pinker wertet ethnographisches und paläoanthropologisches Material aus und orientiert sich am Leviathan-Modell von Thomas Hobbes. In Der Prozess der Zivilisation (Kapitel 3) lehnt sich Pinker stark an Über den Prozeß der Zivilisation von Norbert Elias an und beschreibt den Übergang vom Mittelalter zur Neuzeit. Durch diesen Zivilisationsprozess habe sich die Anzahl der Morde in Europa auf ein Dreißigstel reduziert. Die Humanitäre Revolution (Kapitel 4) im Zeitalter der Aufklärung führte zur Ächtung von Gewaltherrschaft, Sklaverei, Folter, Tötung aus Aberglauben und bei Duellen. Der Lange Frieden (Kapitel 5) beschäftigt sich mit der Entwicklung zwischenstaatlicher Gewalt seit dem Zweiten Weltkrieg und Der Neue Frieden (Kapitel 6) mit der Entwicklung seit dem Zusammenbruch des Kommunismus und der Beendigung des Kalten Krieges. In Die Revolutionen der Rechte (Kapitel 7) beschreibt Pinker, wie im neunzehnten und vor allem in der zweiten Hälfte des zwanzigsten Jahrhunderts Menschenrechte zunehmend etabliert und durchgesetzt wurden. Abschaffung der Sklaverei, Aufhebung von Rassentrennung, Durchsetzung von Frauenrechten, Kinderrechten, Rechte von Homosexuellen.
In den beiden folgenden Kapiteln diskutiert Pinker die Psychologie der Gewalt aus evolutionspsychologischer und neurobiologischer Sicht. In Die inneren Dämonen (Kapitel 8) untersucht er die destruktiven Kräfte der menschlichen Natur und benennt Raublust, Streben nach Dominanz, Rache, Sadismus und Ideologie. Diesen Kräften werden in Die besseren Engel (Kapitel 9) Mechanismen gegenübergestellt, die Gewalt einschränken können, nämlich Empathie, Selbstbeherrschung, Moral (deren Bedeutung zweifelhaft ist) und die Vernunft, wobei auch die Rolle der Intelligenz (Flynn-Effekt) diskutiert wird.
Pinker leistet mit diesem Buch einen Beitrag zur Erforschung des Gewalt- beziehungsweise Kriminalitätsrückgangs, indem er Arbeiten von Manuel Eisner und Max Roser durch Untersuchungen vor das Mittelalter weiter in die Vergangenheit fortführt.

## Zitat
„Der Rückgang der Gewalt dürfte die bedeutsamste und am wenigsten gewürdigte Entwicklung in der Geschichte unserer Spezies sein.“

## Rezensionen
In verschiedenen deutschen Zeitungen wurde Pinker wegen seiner angeblich unseriösen Quellenauswahl kritisiert. In der FAZ beispielsweise bezeichnet Herfried Münkler den historischen Teil seines Buches als „riskanten Ritt durch die Geschichte“. Zum einen sei Pinker kein Historiker und zum anderen verwende er zur Belegung seiner Thesen die Zahlenangaben von historischen Chronisten (z. B. Aufzeichnungen zu den Eroberungszügen Dschingis Khans oder Timur Lenks, Homers Ilias oder die Bücher der hebräischen Bibel). Da die Chronisten früherer Zeiten mit den von ihnen gemachten Angaben oft nur die Größe und Ungeheuerlichkeit eines Ereignisses zum Ausdruck bringen wollten, seien erhebliche Zweifel an den Zahlenangaben angebracht. Hinzu komme, dass er diese Zahlen mit einem Faktor multipliziere, um den die Weltbevölkerung heute größer sein solle als damals. Auch diese Zahlengrundlage könne nur eine Schätzung sein und sei daher ungeeignet für solche mathematische Operationen. Pinker wolle auf diese Weise die Auswirkungen der Gewalt und die Todesraten quer durch die Geschichte miteinander vergleichbar machen. Allerdings sei dabei z. B. die Ermordung der Juden Europas kein einzigartiges Ereignis mehr, sie tauche in Pinkers Liste der zwanzig größten Gewaltkatastrophen in der Geschichte der Menschheit nicht einmal auf. Auch Münkler räumt aber ein: „Vermutlich ist die Welt friedlicher geworden, als sie es in der Frühzeit war“. Dies gelte zumindest für Europa.
Ebenso fragwürdig seien die Tötungsraten, die er für archaische Jäger- und Sammlerkulturen angibt, so der Journalist Hubert Filser. Hier beziehe er sich auf archäologische Funde, die naturgemäß nur einen sehr kleinen Ausschnitt der Wirklichkeit abbilden würden, so dass sie sich sicherlich nicht für statistische Berechnungen eignen würden. Überdies mache er keinen Unterschied zwischen Gewalt unter Individuen und Krieg zwischen Gruppen.
An den Zahlen Pinkers übt der Sozialpsychologe Harald Welzer indessen keine Kritik. Er geht davon aus, dass der Rückgang der Gewalt im Prozess der Zivilisation historisch zutreffend ist. Das heiße aber nicht, dass das weiterhin so bleibe. Schon Norbert Elias habe „tiefgreifende Prozesse von Entzivilisierung für möglich gehalten“; die einmal eingeschlagene Richtung des Zivilisationsprozesses sei keineswegs unumkehrbar. Man müsse vielmehr davon ausgehen, dass die zunehmende Friedfertigkeit mit der Zunahme des materiellen Wohlstands zusammenhänge, und dieser „basierte auf der globalen Verbreitung des kapitalistischen Wirtschaftsmodells, das eine Steigerung des Wohlstandsniveaus durch Erhöhung von Produktivität sicherstellte, die ihrerseits durch permanent gesteigerten Energieeinsatz und Ressourcenverbrauch ermöglicht wurde“. Dies sei aber nur so lange gutgegangen, so lange die Erde für die Wohlstandmehrung genug Ressourcen bereitstellen konnte. Inzwischen seien aber die Grenzen des Wachstums erreicht, die Ressourcenübernutzung der Erde konfrontiere immer mehr Menschen damit, keinen Anteil an den Reichtümern der Erde zu haben. „In dem Augenblick, in dem nicht mehr genug für alle da war [...], kehrte der Zivilisationsprozess sich um und die Gewalt kehrte zurück.“
John N. Gray widerspricht in der Zeitschrift Prospect Pinkers These, dass die Supermächte und entwickelten Staaten seit dem Zweiten Weltkrieg keinen Krieg mehr gegeneinander führen. Laut Gray haben reiche Staaten ihre Kriege gegeneinander in arme Länder „exportiert“, aber nicht eingestellt. Die Supermächte hätten ihre Konflikte z. B. im Koreakrieg, bei der chinesischen Besatzung von Tibet oder dem Bürgerkrieg in Angola weiterhin ausgetragen. Pinkers Argument, dass das humanistische Weltbild der Aufklärung die Ursache für den Rückgang der Gewalt sei, übersehe außerdem, dass viele wichtige Denker der Aufklärung Gewalt als eine Form sozialer Veränderung befürworteten. Außerdem widerspreche Pinker seinen eigenen früheren Ansichten und dem von ihm vertretenen Darwinismus, wenn er annehme, dass eine bestimmte Weltanschauung menschliches Verhalten so massiv verändert habe. In Das unbeschriebene Blatt. Die moderne Leugnung der menschlichen Natur war Pinker noch der Auffassung, dass es eine konstante menschliche Natur gebe und dass Verhalten nicht beliebig veränderbar sei.
Unabhängig vom Sinn einer „Rangfolge“ der schlimmsten menschlichen Gewalttaten, stimmt Dagmar Röhrlich vom Deutschlandfunk Pinker hinsichtlich des Wandels der gesellschaftlichen Einstellung zur alltäglichen Gewalt zu. Dieser habe sich besonders in Europa und Nordamerika vollzogen. So sei das, was „an Unmenschlichkeiten im Römischen Reich, im Mittelalter oder zu Zeiten von Reformationen und Gegenreformation ablief, [...] vor den Augen der Öffentlichkeit und sehr zu deren Gefallen und Amüsement“ geschehen. Hingegen hätten beispielsweise viele Verbrechen der Nationalsozialisten „mehr oder weniger verborgen“ stattgefunden.
Die polnische Linguistin Anna Wierzbicka kritisiert Pinkers "wissenschaftliche Provinzialität" infolge seines Desinteresses an nicht-englischsprachigen Publikationen. Er setze unreflektiert voraus, dass der Bedeutungsgehalt des englischen Wortes „violence“ derselbe sei wie der Bedeutungsgehalt der in anderen Sprachen für „Gewalt“ gebrauchten Wörter. Sie zeigt anhand von Beispielen, dass die US-amerikanische Vorstellung von Gewalt keineswegs universell ist.

## Buch
- Steven Pinker: Gewalt: Eine neue Geschichte der Menschheit. Fischer, Frankfurt 2011, ISBN 978-3-10-061604-3 (original 2011: The Better Angels of Our Nature. Why Violence Has Declined; aus dem Amerikanischen von Sebastian Vogel).